# Día Internacional de los Estudiantes
El Día Internacional de los Estudiantes es una conmemoración internacional estudiantil, que se celebra anualmente el 17 de noviembre. Conmemora a las universidades checas que fueron asaltadas por los nazis en 1939, y a los estudiantes que posteriormente fueron asesinados y enviados a campos de concentración. 
Hoy en día varias universidades conmemoran este día como una celebración apolítica del multiculturalismo de sus estudiantes extranjeros, a veces en una fecha distinta al 17 de noviembre.[cita requerida]

## Origen
La fecha conmemora el aniversario del asalto nazi a la Universidad Carolina en 1939, después de las manifestaciones contra la ocupación alemana de Checoslovaquia y los asesinatos de Jan Opletal y el trabajador Václav Sedláček. Los nazis reunieron a los estudiantes, asesinaron a nueve líderes estudiantiles y enviaron a más de 1.200 estudiantes a campos de concentración, principalmente a Sachsenhausen. Posteriormente cerraron todas las universidades checas. En ese momento, Checoslovaquia ya no existía, ya que había sido dividido en el Protectorado de Bohemia y Moravia y la República Eslovaca, bajo un gobierno títere fascista.
A finales de 1939, las autoridades nazis del Protectorado de Bohemia y Moravia reprimieron una manifestación en Praga de estudiantes de la Facultad de Medicina de la Universidad Carolina. La manifestación se realizó el 28 de octubre para conmemorar el aniversario de la independencia de la República Checoslovaca en 1918. Durante esta manifestación, el estudiante Jan Opletal recibió un disparo y luego murió a causa de sus heridas el 11 de noviembre. El 15 de noviembre se suponía que su cuerpo sería transportado desde Praga a su casa en Moravia. Su cortejo fúnebre estuvo formado por miles de estudiantes, que convirtieron el acto en una manifestación antinazi. Sin embargo, las autoridades nazis tomaron medidas drásticas en respuesta, cerrando todas las instituciones de educación superior checas, arrestando a más de 1.200 estudiantes, que luego fueron enviados a campos de concentración, ejecutando a nueve estudiantes y profesores sin juicio el 17 de noviembre. Los historiadores especulan que los nazis dieron permiso para la procesión fúnebre ya que esperaban un desenlace violento, para usarlo como pretexto para cerrar universidades y purgar a los disidentes antifascistas.
Los nueve estudiantes y profesores ejecutados el 17 de noviembre en Praga fueron:
- Josef Matoušek: historiador y profesor asociado; participó en la organización del funeral de Opletal.
- Jaroslav Klíma: estudiante de derecho; presidente de la Asociación Nacional de Estudiantes Checos en Bohemia y Moravia, solicitó la liberación de los estudiantes arrestados por la Gestapo durante el funeral de Opletal.
- Jan Weinert: estudiante de bohemística y germanística; solicitó la liberación de los estudiantes detenidos por la Gestapo durante el funeral de Opletal.
- Josef Adamec: estudiante de derecho; secretario de la Asociación Nacional de Estudiantes Checos en Bohemia y Moravia.
- Jan Černý: estudiante de medicina; solicitó la liberación de los estudiantes arrestados por la Gestapo durante el funeral de Opletal.
- Marek Frauwirth: estudiante de economía; como empleado de la embajada eslovaca en Praga, estaba emitiendo pasaportes falsos a judíos que intentaban huir de los nazis.
- Bedřich Koula: estudiante de derecho; secretario de la Asociación Nacional de Estudiantes Checos en Bohemia y Moravia.
- Václav Šafránek: estudiante de arquitectura; encargado de registros de la Asociación Nacional de Estudiantes Checos en Bohemia y Moravia.
- František Skorkovský: estudiante de derecho; Director de un Comité de la Confédération Internationale des Étudiants, Presidente del Departamento de Relaciones Exteriores de la Asociación Nacional de Estudiantes Checos en Bohemia y Moravia.

Una idea inicial para conmemorar las atrocidades infligidas a los estudiantes en la Checoslovaquia ocupada por los alemanes se discutió entre las tropas del ejército checoslovaco en Reino Unido en 1940. Un pequeño grupo de soldados, exfuncionarios estudiantiles electos, decidieron renovar la Asociación Central de Estudiantes Checoslovacos (USCS) que había sido disuelto por el Protectorado alemán en Checoslovaquia. La idea de conmemorar la tragedia del 17 de noviembre se discutió con la Unión Nacional de Estudiantes de Inglaterra y Gales y otros estudiantes extranjeros que luchaban contra los nazis desde Inglaterra. Con el apoyo de Edvard Beneš, presidente en el exilio de Checoslovaquia, la USCS se restableció en Londres el 17 de noviembre de 1940, un año después de los acontecimientos en las universidades checas.
A lo largo de 1941 se hicieron esfuerzos para convencer a los estudiantes de otras naciones a reconocer el 17 de noviembre como un día de conmemoración, celebración y fomento de la resistencia contra los nazis y la lucha por la libertad y la democracia en todas las naciones. Estos esfuerzos de negociación fueron realizados principalmente por Lubor Zink, Václav Paleček, Pavel Kavan y Lena Chivers, vicepresidenta de la Unión Nacional de Estudiantes. Finalmente, catorce países acordaron y firmaron la siguiente proclamación:

Nosotros, estudiantes de Gran Bretaña y sus territorios e India, América del Norte y del Sur, la URSS, Bélgica, Checoslovaquia, Francia, Grecia, China, Holanda, Noruega, Polonia, Yugoslavia y todas las naciones libres, para honrar y conmemorar a los estudiantes torturados y ejecutados que fueron los primeros en alzar la voz para rechazar la opresión nazi y condenar la ocupación de 1939, proclamamos el 17 de noviembre como el Día Internacional de los Estudiantes.

La reunión inaugural fue celebrada en el Caxton Hall de Londres el 16 de noviembre de 1941, con el apoyo del presidente Beneš. La proclama fue leída y aceptada por todos los asistentes, entre ellos representantes de todos los gobiernos exiliados en Londres.
El 17 de noviembre de 1941, los miembros del Comité Ejecutivo de la USCS tuvieron una larga audiencia con el presidente Beneš, y se llevaron a cabo reuniones similares con el presidente anualmente el 17 de noviembre durante la Segunda Guerra Mundial. El departamento checoslovaco de la BBC preparó un informe especial para el 17 de noviembre que se transmitió a la Checoslovaquia ocupada. Muchas universidades británicas interrumpieron su agenda para conmemorar los hechos de Praga dos años antes, leyendo la proclama del 17 de noviembre. Entre ellos estaban las universidades de Mánchester, Reading, Exeter, Bristol, Aberystwyth, Leicester, Londres, Royal Holloway College, Bournemouth, Sheffield, King's College London, Birmingham, Leeds, Liverpool,  Bangor, Cardiff, Glasgow y Edimburgo. Durante la guerra, la Universidad de Oxford extendió su ayuda a la cerrada Universidad Carolina, lo que permitió que se graduaran decenas de estudiantes checoslovacos en el exilio.

## Conmemoraciones
En 1989, líderes estudiantiles independientes junto con la Unión Socialista de la Juventud (SSM/SZM) organizaron una manifestación masiva para conmemorar el Día Internacional de los Estudiantes. Los estudiantes utilizaron el 50.º aniversario del evento para expresar su descontento con el Partido Comunista de Checoslovaquia en el poder. Al caer la noche, lo que había comenzado como un evento conmemorativo pacífico se volvió violento, con muchos participantes brutalmente golpeados por policías antidisturbios, boinas rojas y otros miembros de las fuerzas del orden. Unas 15.000 personas participaron en esta manifestación. La única persona cuyo cuerpo estuvo tendido sobre el lugar donde se dio la represión fue la de un agente encubierto, pero la gente pensó que se trataba de un estudiante. El rumor de que un estudiante había muerto a causa de la brutalidad policial desencadenó nuevas acciones: esa misma noche, estudiantes y actores de teatro acordaron hacer una huelga. Los eventos relacionados con el Día Internacional de los Estudiantes del 17 de noviembre de 1989 ayudaron a desencadenar la Revolución de Terciopelo en Checoslovaquia. El Día de la Lucha por la Libertad y la Democracia se observa hoy como feriado nacional oficial tanto en la República Checa como en Eslovaquia.[cita requerida]
Después de la caída del Muro de Berlín y la consiguiente crisis dentro de la Unión Internacional de Estudiantes, las conmemoraciones del 17 de noviembre se llevaron a cabo en solo unos pocos países sin ninguna coordinación internacional. Durante el Foro Social Mundial realizado en Bombay, en 2004, algunos sindicatos internacionales de estudiantes como la Organización Continental Latinoamericana y Caribeña de Estudiantes (OCLAE) y algunos sindicatos nacionales como la Unione degli Studenti italiana, decidieron relanzar la fecha y convocar una manifestación mundial el 17 de noviembre de 2004. Los movimientos estudiantiles en muchos países se movilizaron nuevamente ese año y continuaron observando el Día Internacional de los Estudiantes en los años siguientes con el apoyo de la Organising Bureau of European School Student Unions (OBESSU) y la European Students' Union (ESU).[cita requerida]
En 2009, en el 70.º aniversario del 17 de noviembre de 1939, OBESSU y ESU impulsaron una serie de iniciativas en toda Europa para conmemorar la fecha. Del 16 al 18 de noviembre se llevó a cabo un evento en la Universidad de Bruselas, centrado en la historia del movimiento estudiantil y su papel en la promoción de la ciudadanía activa contra los regímenes autoritarios, seguido de una asamblea que debatió el papel de los sindicatos de estudiantes hoy y la necesidad para el reconocimiento de una Carta Europea de los Derechos de los Estudiantes. La conferencia reunió a alrededor de 100 estudiantes en representación de estudiantes nacionales y sindicatos de estudiantes de más de 29 países europeos, así como algunas delegaciones internacionales.